# Indice di Sørensen-Dice
In statistica, l'indice di Sørensen-Dice o anche indice di Sørensen o indice di Dice, misura la somiglianza tra due campioni statistici, basandosi sulla presenza o assenza di elementi comuni. È stato sviluppato indipendentemente dai botanici Lee Raymond Dice e Thorvald Sørensen, rispettivamente nel 1945 e nel 1948.
Viene definito come il rapporto tra il numero di specie condivise in due siti (s) e il numero di specie presente in ogni sito (a). {\displaystyle S=s/a}